# Rancagua (Argentina)
No debe confundirse con Rancagua (Chile)
Rancagua es una pequeña localidad situada en el partido de Pergamino, al norte de la provincia de Buenos Aires, Argentina.
Sus principales actividades económicas son la agricultura y la ganadería. Se encuentra a la vera del Ramal G del Ferrocarril General Belgrano y de la ruta provincial 32, a 23 km de la ciudad cabecera de distrito: Pergamino.

## Población
Cuenta con 700 habitantes, lo que representa un incremento del 1,8% frente a los 683 habitantes del censo anterior.
| Gráfica de evolución demográfica de Rancagua entre 1991 y 2010 |
|                                                                |
| Fuente: censos nacionales del INDEC                            |

## Hermanamiento
- Rancagua, O'Higgins, Chile.

## Educación
Posee un colegio primario (colegio Rancagua) y un colegio secundario llamado Instituto Comercial Rancagua. A este último además de concurrir personas del pueblo de Rancagua, concurren también jóvenes de la localidad de Pergamino.